# Laurens van der Post
Laurens van der Post, född 13 december 1906 i Philippolis i nuvarande Fristatsprovinsen, död 15 december 1996 i London, var en sydafrikansk författare bosatt i Storbritannien. 
Han är känd för en mängd böcker med stoff både från sitt eget hemland och från sina många resor och utlandsvistelser, däribland två år i japansk krigsfångenskap.

## Biografi
van der Post föddes i den lilla staden Philippolis i Orange River Colony, det efter boerkriget brittiska namn för vad som tidigare varit Afrikaner Oranjefristaten i dagens Sydafrika. Hans far, Christiaan Willem Hendrik van der Post (1856–1914), en holländare från Leiden, hade emigrerat till Sydafrika med sina föräldrar och gift sig med Johanna Lubbe 1889. De hade totalt 13 barn, med Laurens som det yngsta. Fadern var advokat och politiker, och kämpade i andra boerkriget mot britterna.
van der Post tillbringade sina tidiga barnaår på familjens gård, och fick smak för att läsa ur sin fars omfattande bibliotek, där bl. a. Homeros och Shakespeare ingick. År 1918 började van der Post i skolan på Grey College i Bloemfontein. Där chockades han av att ”utbildas till något som förstörde känslan av den gemenskap jag delade med svarta människor".
År 1925 tog han sitt första jobb som volontärreporter på The Natal Advertiser i Durban. År 1926 publicerade han och två andra upproriska författare, Roy Campbell och William Plomer, en satirisk tidskrift kallad Voorslag (piska) som kritiserade det imperialistiska systemet. Den tvingades dock stänga efter tre nummer på grund av sina kontroversiella åsikter. Senare samma år företog han och Plomer en tre månader lång resa till Tokyo och tillbaka på det japanska fraktfartyget Kanada Maru, en upplevelse som inspirerade till flera böcker av båda författarna senare i livet.
År 1927 träffade van der Post Marjorie Edith Wendt (d. 1995), dotter till grundaren och ledaren av Cape Town Orchestra. Paret reste till England och gifte sig 1928 i Bridport, Dorset. Året efter återvände van der Post till Sydafrika för att arbeta för tidningen Cape Times i Kapstaden, där "För närvarande Marjorie och jag bor i den mest trängande fattigdom som existerar", skrev han i sin dagbok. Han började att umgås med bohemer och intellektuella som var motståndare till premiärminister James Hertzog och den vita sydafrikanska politiken. I en artikel med rubriken "Sydafrika i smältdegeln", som klargjorde hans syn på Sydafrikas rasproblem, sade han "Det vita Sydafrika har aldrig medvetet trott att de infödda någonsin skulle bli deras jämlikar." Men han förutspådde att "processen för utjämning och uppblandning måste pågå ständigt ... framtidens civilisation i Sydafrika är, tror jag, varken svart eller vit, utan brun."
I maj 1940 gick van der Post som frivillig in i brittiska armén och efter slutförd officersutbildning i januari 1941 överfördes han till Östafrika i Intelligence Corps som kapten. I början av 1942, när japanska styrkor invaderade Sydostasien, blev van der Post överförd till de allierade i Nederländska Ostindien (Indonesien), på grund av sina holländska språkkunskaper. Efter en tid som japansk krigsfånge tillbringade han sedan två år med att bidra till medling mellan indonesiska nationalister och medlemmar av den holländska koloniala regeringen.
I november 1946 drog sig de brittiska styrkorna tillbaka och van der Post blev militärattaché vid det brittiska konsulatet i Batavia. År 1947, efter att han hade återvänt till England, började den indonesiska revolutionen.
Efter kriget och militärtjänstgöringen återvände van der Post till Sydafrika i slutet av 1947 för att arbeta på Natal Daily News, men med valseger av National Party och uppkomsten av apartheid återvände han till London. Han kom senare att publicera kritik av apartheid (The Dark Eye i Afrika, 1955), grundade på många av sina insikter i psykologi.
Han var var personlig vän till prins Charles och utsågs 1982 som gudfar till äldste sonen prins William.

## Författarskap
År 1934 publicerades Woolfs van der Post första roman med titeln In a Province, som skildrar de tragiska konsekvenserna av ett rasistiskt och ideologiskt delat Sydafrika.
van der Post gav fängslande och poetiska skildringar av natur och folkliv, och riktade också ofta uppmärksamhet mot de olika ländernas sociala och politiska villkor, bland annat i Venture to the Interior (1951), The Heart of the Hunter (1961), Journey into Russia (1964) och The Night of the New Moon: August 6, 1945 ... Hiroshima (1970).
Bland hans romaner, som ofta uttrycker hans starka motstånd mot apartheid, kan nämnas The Face Beside the Fire (1953), The Hunter and the Whale: A Tale of Africa (1967), A Story Like the Wind (1972), A Far Off Place (1973; filmatiserad 1993) och Merry Christmas, Mr. Lawrence (1983; filmatiserad samma år). A Walk With a White Bushman kom 1986.

## Svenska översättningar
- Vågspel i det inre (Venture to the interior) (översättning Aida Törnell, Norstedt, 1952)
- Ansiktet vid elden (The face beside the fire) (översättning Aida Törnell, Norstedt, 1953)
- I skuggan av ett galler (A bar of shadow) (översättning Göran Salander, Norstedt, 1954)
- Flamingofjädern (Flamingo feather) (översättning Göran Salander, Norstedt, 1954)
- Afrikas mörka öga (The dark eye in Africa) (översättning Margareta Ångström, Norstedt, 1956)
- Kalahari: en förlorad värld (The lost world of the Kalahari) (översättning Maj Lorents, Norstedt, 1959)
- Jägarens hjärta (The heart of the hunter) (översättning Maj Lorents, Norstedt, 1962)
- Resa i Ryssland (Journey into Russia) (översättning Magnus K:son Lindberg, Norstedt, 1964)
- Kornet och såningsmannen (The seed and the sower) (översättning Maj Lorents och Göran Salander) (Norstedt, 1966)
- Ryskt panorama (A portrait of all the Russians) (fotografier av Burt Glinn, anonym översättning?, Norstedt, 1967)
- Japanskt panorama (A portrait of Japan) (fotografier av Burt Glinn, översättning Magnus K:son Lindberg, Norstedt, 1968)
- Jägaren och valen (The hunter and the whale) (översättning Gunnar Barklund, Norstedt, 1969)
- Den nya månens natt (The night of the new moon) (översättning Ragnar Svanström, Norstedt, 1971)
- Det glömda folket i Kalahari (tillsammans med Jane Taylor) (Testament to the Bushmen) (översättning och fackgranskning: Jan-Åke Alvarsson, Forum, 1988)
- Den hemlighetsfulla floden: en saga från Afrika (The secret river) (berättad av Laurens van der Post, illustrerad av Larry Norton, översättning: Ingmar Johansson, Hjulet, 1996)